# Epeli Nailatikau
Epeli Nailatikau (5 de julio de 1941) es un militar y Ratú (jefe) fiyiano que ocupó el cargo de Presidente de Fiyi desde el 30 de julio de 2009 hasta 12 de noviembre de 2015.
También es el Jefe del Gran Consejo de Jefes de Fiyi y fue Vicepresidente de Fiyi en el gobierno de Frank Bainimarama impuesto tras el Golpe de Estado de 2006. Ha tenido una larga carrera militar, diplomática y política. 
Desde 2001 a 2006 ocupó el puesto de Presidente de la Cámara de Representantes, la cámara baja del Parlamento de Fiyi. Pasó al gobierno el 8 de enero como ministro de Asuntos Exteriores y Comercio Exterior, pasa ser trasladado en septiembre de 2008 al departamento de Desarrollo Provincial y Asuntos Multiétnicos. En octubre de 2008, fue nombrado ministro de Asuntos Indígenas y líder del Gran Consejo de Jefes. Sucedió a Beinirama quien había sustituido de forma interina a Ovini Bokini. El 17 de abril de 2009 pasó a ocupar el puesto de vicepresidente que estaba vacante desde el golpe militar.  Desde agosto de ese año ocupa el puesto de presidente de forma interina, hasta que el gobierno elija un nuevo jefe de Estado.